# Bălăurești, Nisporeni
Bălăurești este un sat din raionul Nisporeni, Republica Moldova.

## Istorie
Satul a fost atestat pentru prima dată în 1619:
„Io Gașpar voievod, din mila lui Dunmezeu, domn al Țării Moldovei. Iată au venit înaintea domniei mele și înaintea tuturor boierilor noștri, Magdalina și sora ei, Anghelina și fratele lor, Gavril, fiii Nastasiei, nepoții lui Mihul Pupăză, de bună voia lor, nesiliți de nimeni, nici asupriți, și au vândut dreapta lor ocină și dedina, toata partea mamei lor, Nastasiei, ce se va alege din satul Bălăurești pe Prut, care este în ținutul Lăpușna, din privilegiul de întărire pe care l-au avut dela Eremia Moghilă voievod. Aceasta au vândut-o boierului nostru, Lupul logofăt, pentru cincizeci taleri de argint.

...

Scris la Iași, în anul 7128 <1619> Decembrie 11.”

## Administrație și politică
Componența Consiliului local Bălăurești (11 consilieri), ales la 5 noiembrie 2023, este următoarea:
|  | Partid                                       | Consilieri | Componență | Componență | Componență | Componență | Componență | Componență |
|  | -------------------------------------------- | ---------- | ---------- | ---------- | ---------- | ---------- | ---------- | ---------- |
|  | Partidul Acțiune și Solidaritate             | 6          |            |            |            |            |            |            |
|  | Candidat independent DORIN BALĂU             | 1          |            |            |            |            |            |            |
|  | Partidul Socialiștilor din Republica Moldova | 2          |            |            |            |            |            |            |
|  | Candidat independent LEON BUZA               | 1          |            |            |            |            |            |            |
|  | Partidul Social Democrat European            | 1          |            |            |            |            |            |            |

## Personalități
- Maria Drăgan (1947–1986), interpretă moldoveană de muzică populară.